# چنارلار
چنارلار (به لاتین: Çinarlar) یک منطقهٔ مسکونی در جمهوری آذربایجان است که در شهرستان شابران واقع شده‌است.